# Plexus pharyngeus

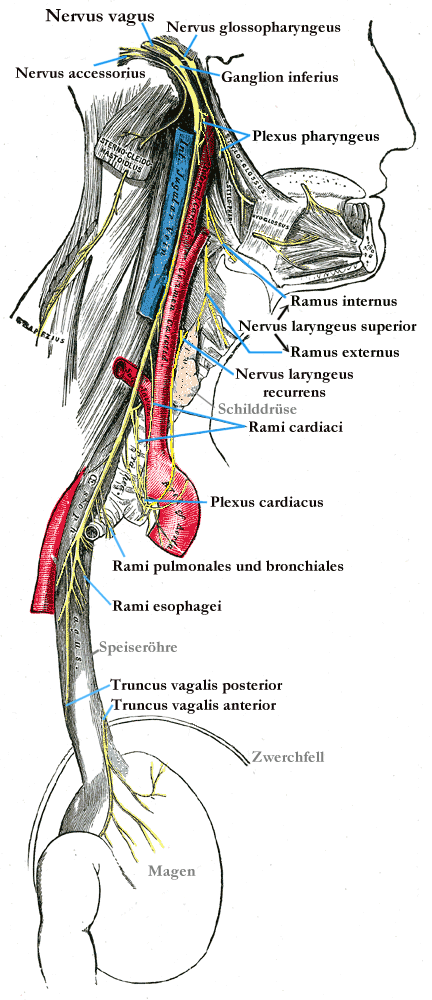
Vagusgruppe

Der Plexus pharyngeus („Rachengeflecht“) ist eine Nerven-Anastomose aus den Rachenästen (Rami pharyngei) des Nervus vagus und des Nervus glossopharyngeus.
Der Plexus dient vor allem der Innervation der Schlundkopfschnürer: Musculus constrictor pharyngis superior, Musculus constrictor pharyngis medius und Musculus constrictor pharyngis inferior. Außerdem dienen sensible Fasern des Plexus als afferenter Schenkel des Schluckreflexes.